# カーリー・ビル
カーリー・ビル（William "Curly Bill" Brocius または Brocious、1845年 - 1882年3月24日）は、アメリカ開拓時代の無法者、ならず者、ガンマン。保安官助手。
わずかな報酬で殺人や馬泥棒を繰り返し、アリゾナの騎兵隊砦から馬を盗んだりもした。
いわゆるOK牧場の決闘前後の対立においてクラントン一家に味方し、「決闘」の銃撃戦には直接参加しなかったものの、後にワイアット・アープによって殺された。